# Portuguesa FC
Portuguesa Fútbol Club – wenezuelski klub piłkarski, założony 20 kwietnia 1972, z siedzibą w mieście Acarígua, leżącym w stanie Portuguesa.

## Osiągnięcia
- Mistrz Wenezueli (5): 1973, 1975, 1976, 1977, 1978
- Puchar Wenezueli: 1973, 1977
- Mistrz II ligi: 2006

## Historia
Klub założony został 10 kwietnia 1972 w mieście Acarígua i gra obecnie w pierwszej lidze wenezuelskiej.

## Barwy
Barwy klubu są czerwono-czarne.

## Stadion
Klub domowe mecze rozgrywa na stadionie Estadio General José Antonio Paez, mogącym pomieścić 20000 ludzi.